# Tour de la Mirabelle
Die Tour de la Mirabelle ist ein Straßenradrennen für Männer in Frankreich und führt durch die Region Lothringen.

## Geschichte
Das Etappenrennen fand erstmals im Jahr 2002 unter dem Namen Ronde du Piémont Vosgien statt und entstand aus der Zusammenlegung des GP des Commerçants & Artisans und des GP des Faïenciers, die in der Region an zwei aufeinander folgenden Tagen ausgetragen wurden. 2012 wurde die Tour du Piémont Vosgien in den nationalen Rennkalender von Frankreich aufgenommen. 
2017 erhielt die Rundfahrt den Namen Tour de la Mirabelle, seit 2019 ist sie Bestandteil der UCI Europe Tour und dort in der UCI-Kategorie 2.2 eingestuft. Sie findet in der Regel Ende Mai/Anfang Juni statt und beinhaltet derzeit (Stand 2021) vier Tagesabschnitte.

## Sieger
| Ronde du Piémont Vosgien - 2008 Valéry Vermion - 2009 David Delafaite - 2010 Marcus Johansson - 2011 David Bartl | Tour du Piémont Vosgien - 2012 Gert Jõeäär - 2013 Dimitri Claeys - 2014 Jens Wallays - 2015 Aimé De Gendt - 2016 Maxime De Poorter | Tour de la Mirabelle - 2017 Pierre Idjouadiene - 2018 Clément Penven - 2019 Simon Pellaud - 2020 wegen COVID-19-Pandemie abgesagt - 2021 Idar Andersen |